# Дудергоф
Дудерго́ф (швед. Duderhof, фин. Tuutari, в 1950—2016 годах — Можа́йский) — исторический район Красного Села в Красносельском районе Санкт-Петербурга, расположенный на восточном побережье Дудергофского озера. Железнодорожная платформа Дудергоф (историческое название возвращено в октябре 2020 года) построена в 1899 году.

## Название
Советский историк и топонимист, профессор А. И. Попов, выводит происхождение названия Дудорово — Дудергоф из саамского douddar — возвышенность.

## История
Известен с XV века, как Дудоровский погост Ореховского уезда Водской пятины Новгородской республики, где располагалась православная Введенская церковь.
Во времена шведского владычества (1617) Дудоровский погост был переименован в Дудергоф (швед. Duder Hoff, нем. Hof — двор) и перешёл в личное владение (1624) губернатора Ингерманландии барона Юхана Шютте.
На карте Нотебургского лена П. Васандера, начерченной с оригинала первой трети XVII века, упоминается как мыза Duderhof.
На карте Ингерманландии А. И. Бергенгейма, составленной по шведским материалам 1676 года, упоминается как мыза и деревня Duderhoff.
На шведской «Генеральной карте провинции Ингерманландии» 1704 года, как мыза Dudershof.
Туутари (фин. Tuutari) — один из старейших лютеранских приходов Ингерманландии, первая деревянная кирха Святой Троицы была построена в 1760 году.
На карте Санкт-Петербургской губернии Я. Ф. Шмидта 1770 года упоминается, как деревня Дударовская.
А на карте Санкт-Петербургской губернии 1792 года, А. М. Вильбрехта, как Дудоровская.
Каменная кирха Святой Троицы на 2200 мест была построена в 4 км к востоку от Дудергофа на горе Кирхгоф на средства Николая I взамен деревянной в 1836 году, отремонтирована в 1886 году. Она была построена по образцу прусской кирхи, в которой будущая императрица Мария Александровна, приняла своё первое Причастие. Во время Великой Отечественной войны пострадала. Остатки здания разобраны на камень не позже 1948 года во время строительства газопровода «Кохтла-Ярве — Ленинград».
В 1847 году в Дудергофе открылась первая школа.

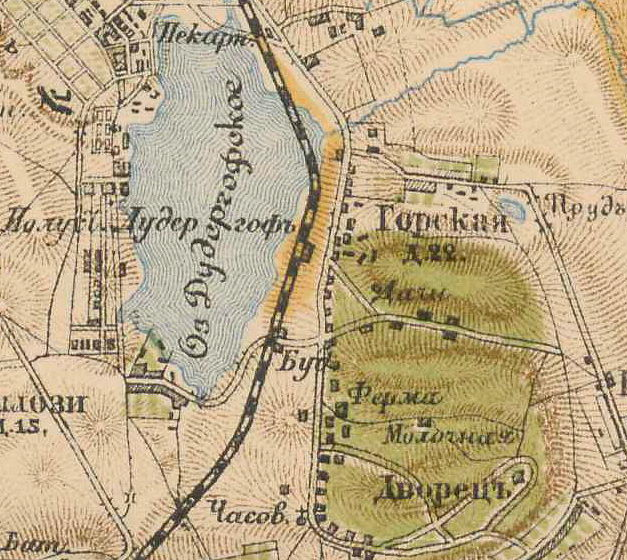
План Дудергофа. 1885 год.

При Николае I был обустроен Нагорный парк. После постройки в 1872 году железной дороги Красное Село — Гатчина — дачная местность, где в 1899 году было построено здание вокзала. С этого момента в Дудергофе начинается дачный бум.
В 1910 году в Дудергофе открылась новая двухклассная школа. Учителем в ней работал «г-н Серебрянников», законоучителем — Э. Месияйнен.
Изменение численности населения прихода Туутари (Дудергоф) с 1842 по 1917 год:
С 1917 по 1922 год существовала Дудергофская волость Детскосельского уезда, затем она вошла в состав Красносельской волости.
В 1926 году был организован Дудергофский финский национальный сельсовет, население которого составляли: финны — 2395, русские — 713, другие нац. меньшинства — 36 человек.
По данным 1933 года, в состав Дудергофского финского национального сельсовета Ленинградского Пригородного района входили 28 населённых пунктов: деревни Варинселово, Вилози, Горская, Карвала, Киргоф, Ковелахты, Кюллези, Лампула, Ледемяки, Лейнимяки, Лотту, Мурьяла, Паркола, Паюла, Пейгалайзи, Пелгола, Пекоземяки, Перекюля, Пикколово, Пулкизи, Раскино, Ретселя, Рюттеля, Саксолово, Талзила, Янисмяки, центр сельсовета — дачный посёлок Дудергоф и выселок Мурьяла, общей численностью населения 3924 человека.
По данным 1936 года, в состав Дудергофского финского национального сельсовета с центром в дачном посёлке Дудергоф входили 25 населённых пунктов, 702 хозяйства и 19 колхозов.
В 1938 году Дудергоф получил статус рабочего посёлка Красносельского района.
Финский национальный сельсовет был ликвидирован в 1939 году. В том же году храм Святой Троицы был закрыт согласно постановлению Леноблисполкома от 11 мая и переоборудован под клуб.
Во время Великой Отечественной войны вокруг Дудергофа был создан укрепрайон, в котором были задействованы орудия и экипаж крейсера Аврора.
11 сентября 1941 года Дудергоф был захвачен немецкими войсками. Занятая фашистскими войсками, Воронья гора использовалась для обстрела Ленинграда. 19 января 1944 года Дудергоф был отбит частями Красной армии (63-я гвардейская стрелковая дивизия полковника Щеглова). В 1950-х руины кирхи были взорваны, сейчас на этом месте расположен лыжный центр Туутари парк.
27 января 1944 года указом Президиума Верховного Совета СССР «по просьбам трудящихся города Ленинграда» посёлок Дудергоф был переименован в посёлок Нагорное.
В 1950 году посёлок Нагорное Ломоносовского района Ленинградской области был переименован в Можайский в память А. Ф. Можайского, который вблизи этого посёлка испытывал первый российский самолёт.
По данным переписи населения 1959 года, в посёлке проживали 2267 человек.
В 1973 году он вошёл в состав Красносельского района Ленинграда.
29 ноября 2016 года Можайскому было окончательно возвращено название Дудергоф. До этого вариант Дудергоф существовал факультативно и был неосновным.

## Инфраструктура
Инфраструктура развита слабо. Единственное сообщение с внешним миром осуществляется по железной дороге.
Отсутствует автобусное сообщение.

## Образование
- Школа-интернат № 289[31]
- Детский сад № 52

## Достопримечательности
- Дудергофские высоты
- Здание вокзала (1899, арх. С. Н. Лазарев-Станищев)
- Павильон минеральных вод Верландера (2-я половина XIX века, проспект 25-го Октября, 15)
- Родник «Воды Дудергофских высот»
- Остатки фундамента «Швейцарского домика» императрицы Александры Фёдоровны, жены Николая I
- Больница общины сестёр милосердия Святого Георгия (1900—1902, архитектор Г. И. Люцедарский, проспект 25-го Октября, 105) в стиле романтического модерна (ныне — спортшкола)
- Инвалидные дома (1879—1883) рядом с больницей (проспект 25-го Октября дом 99 — перестроен в 1930-е, сгорел в 2008(?), дом 101 — жилой, дом 103 — развалины)
- Мемориальный комплекс артиллеристам морской батареи «Аврора», оборонявшей Ленинград в 1941 году
- Памятник воинам 63-й гвардейской стрелковой дивизии, штурмом овладевшей Вороньей горой в январе 1944 года

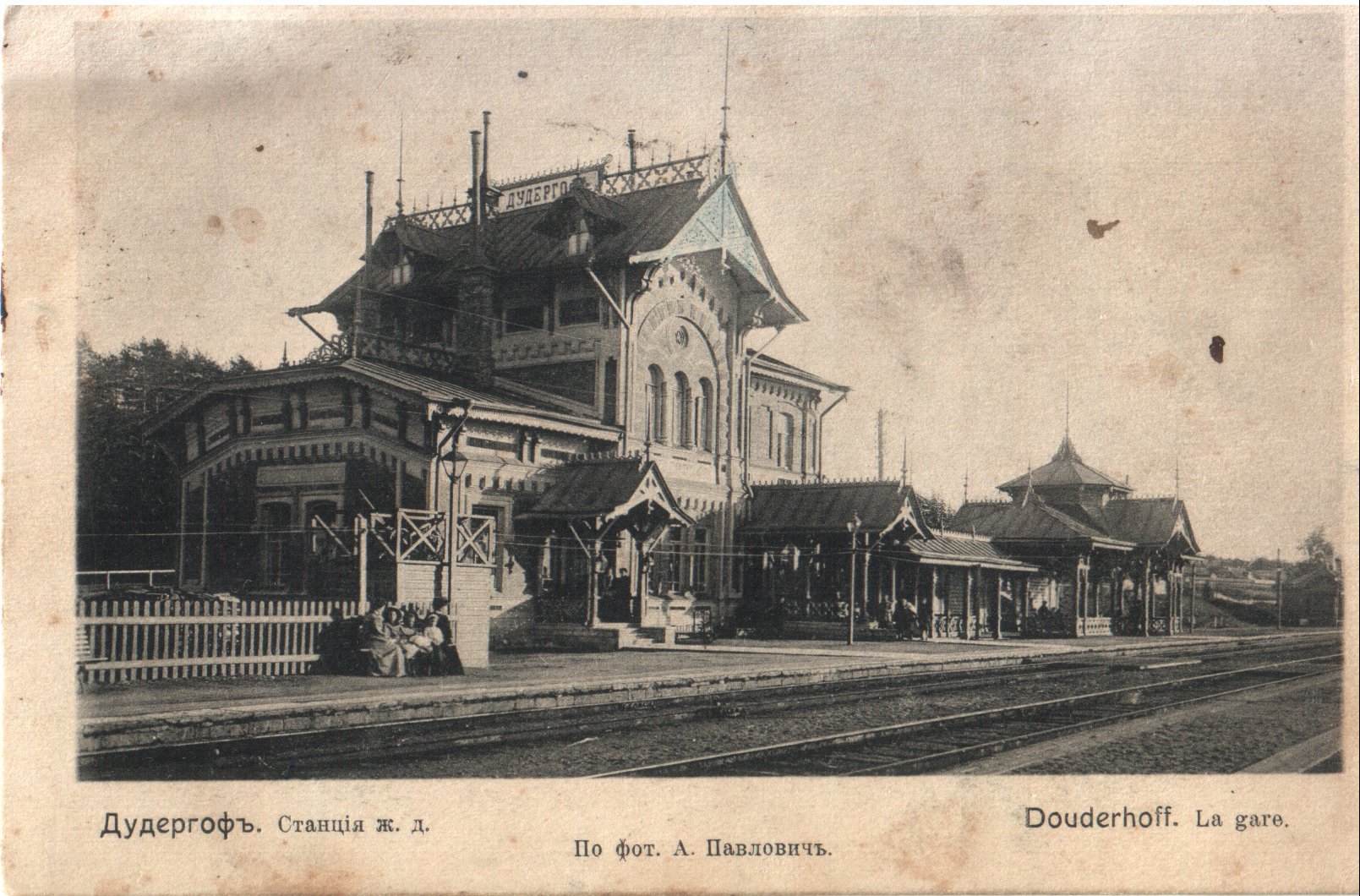
Вокзал станции Дудергоф. 1910 год
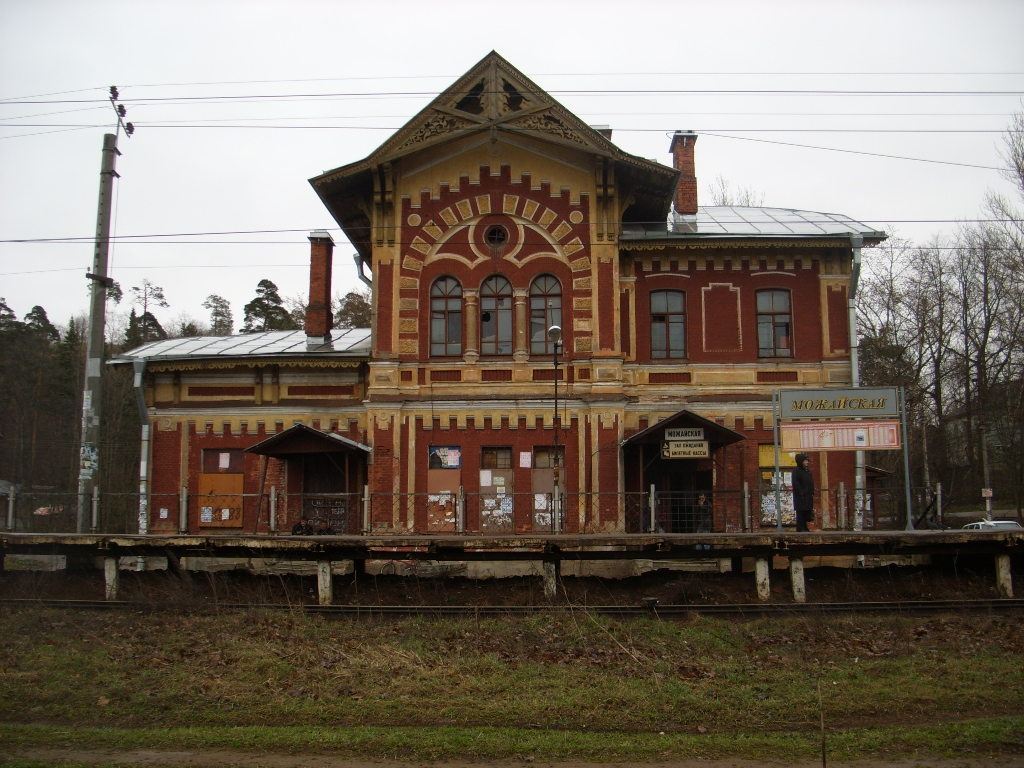
Здание вокзала. 2010 год
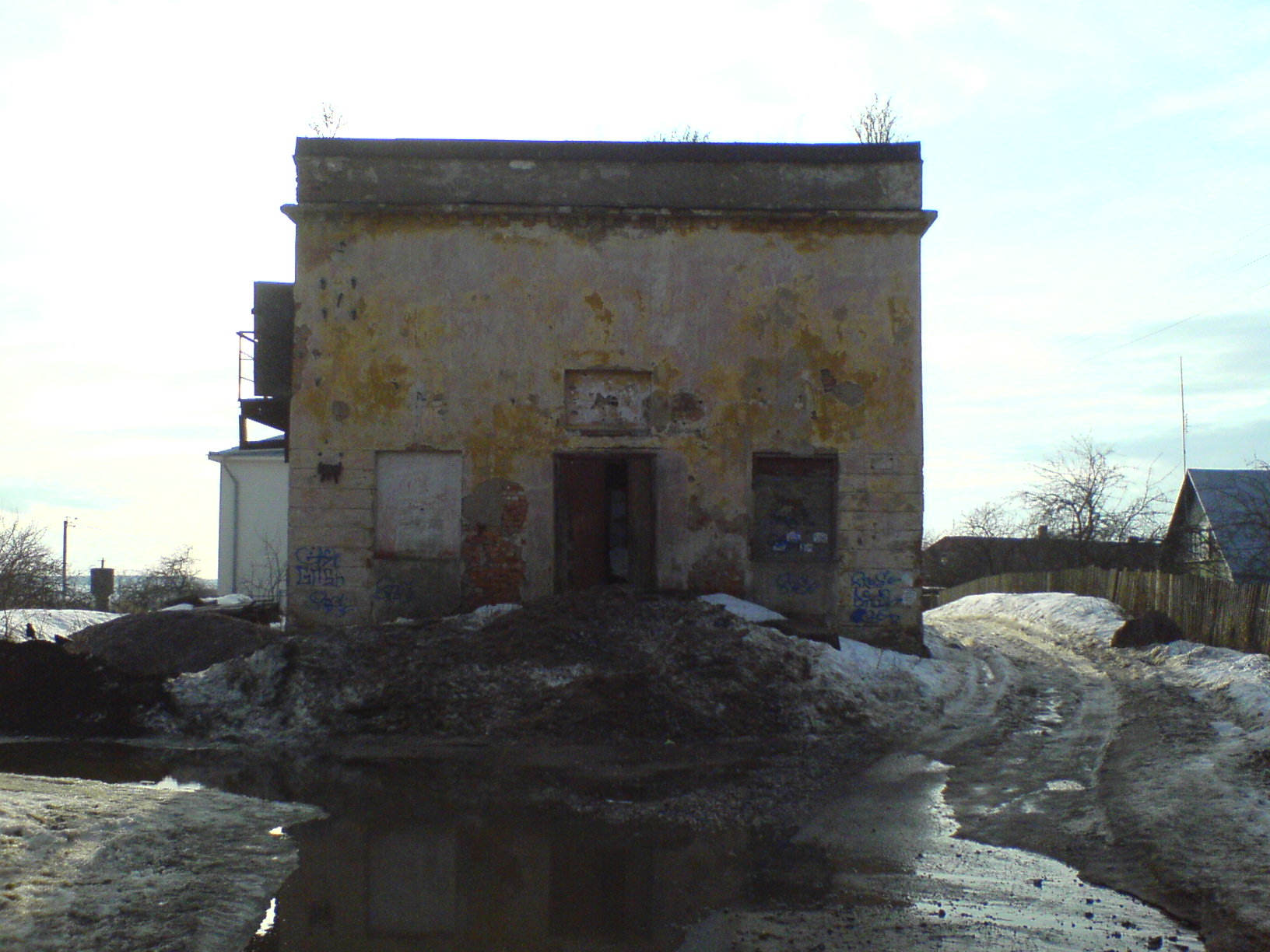
Хлебный дом (первая половина XVIII в.)
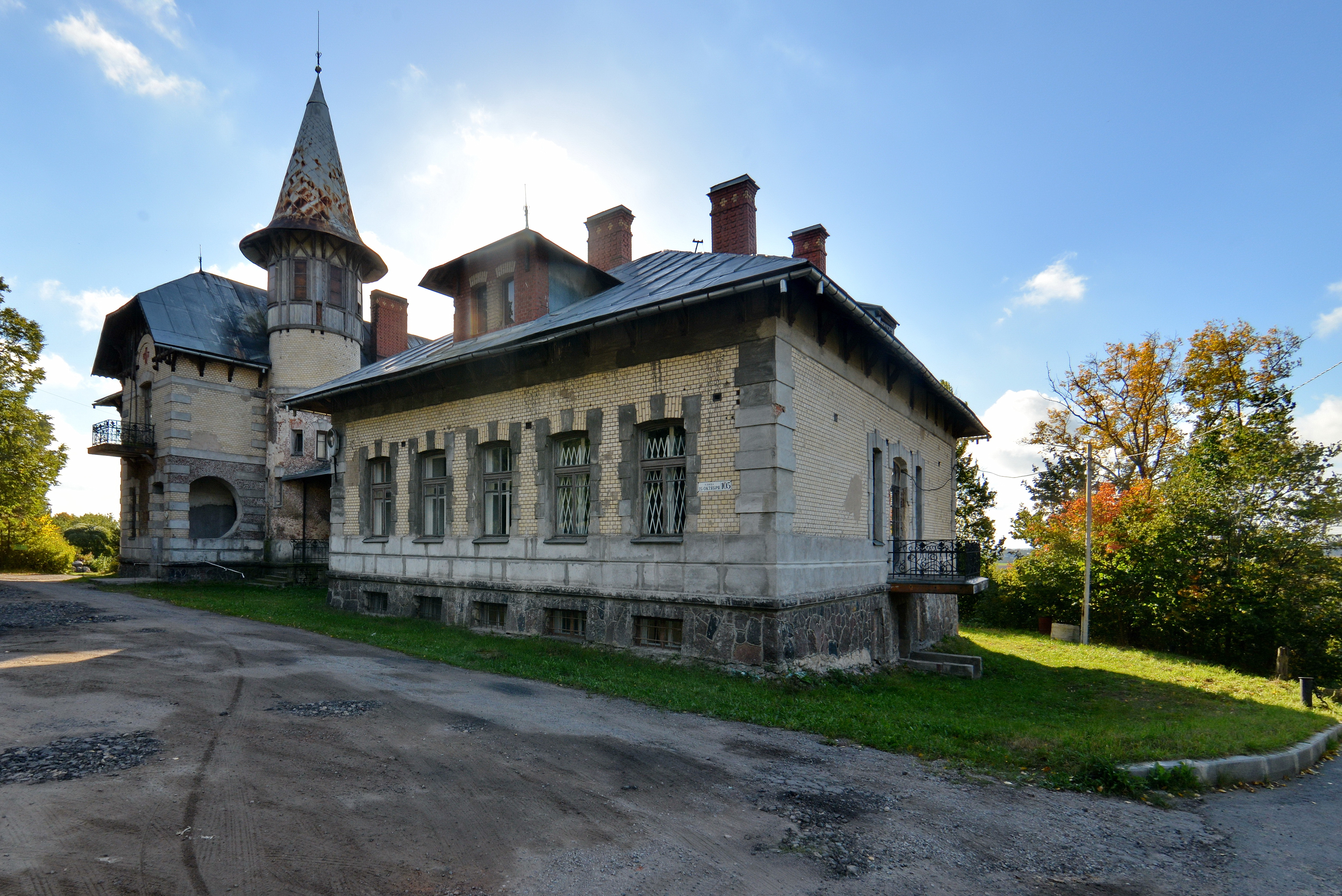
Больница (1901—1902) Общины сестёр милосердия св. Георгия
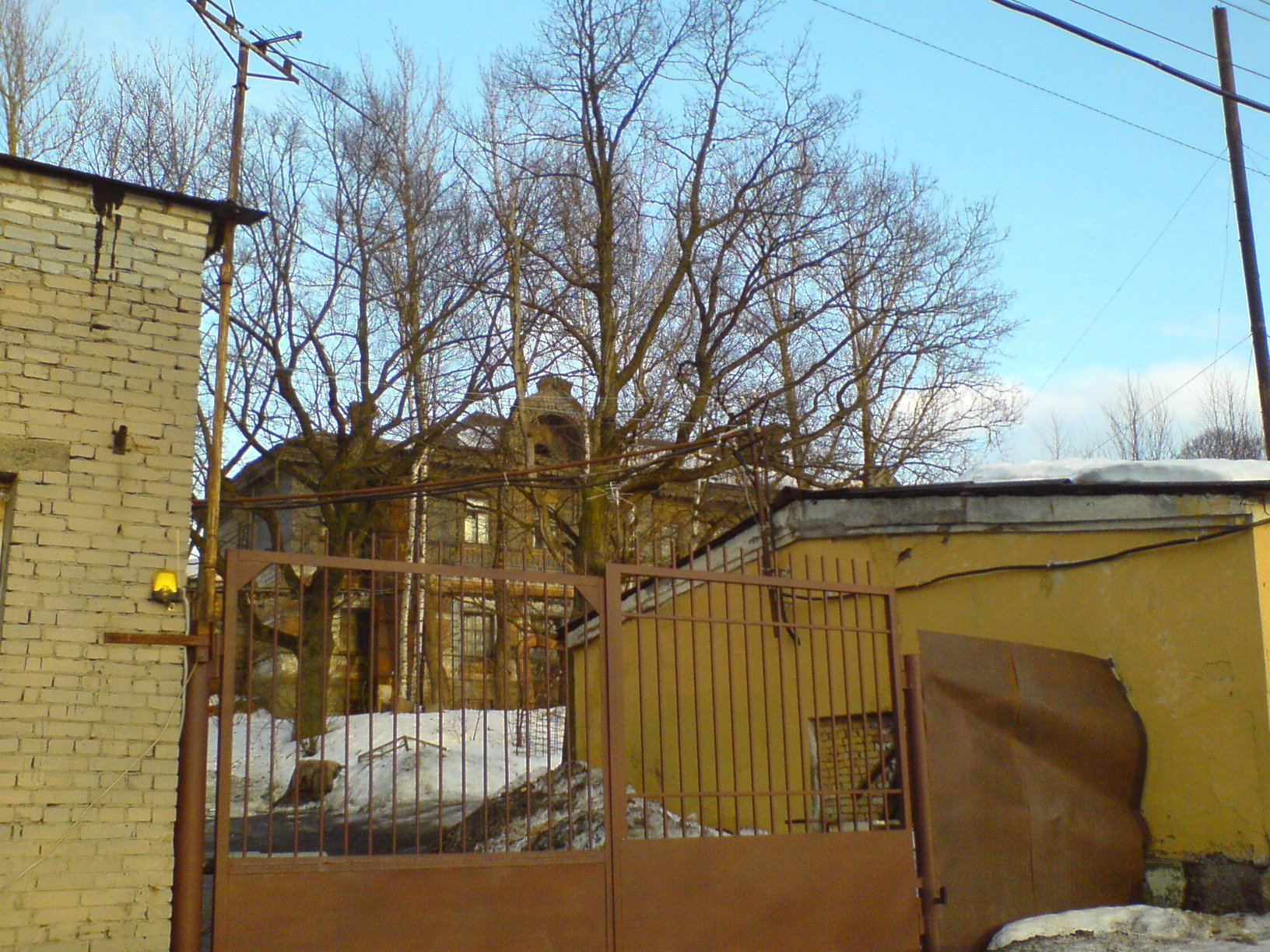
Павильон минеральных вод Верландера (2-я пол. XIX века)
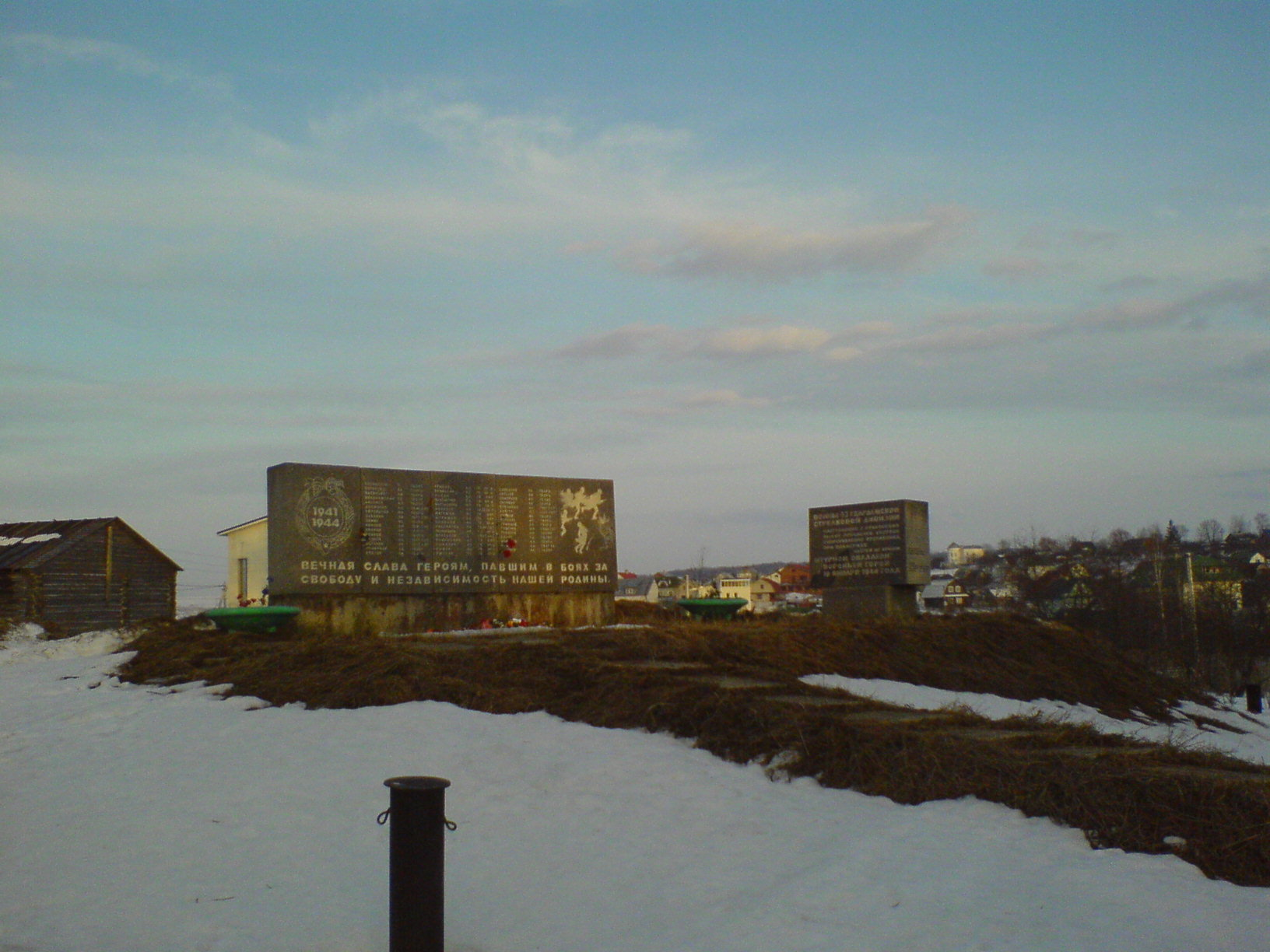
Памятник павшим в боях за Воронью гору
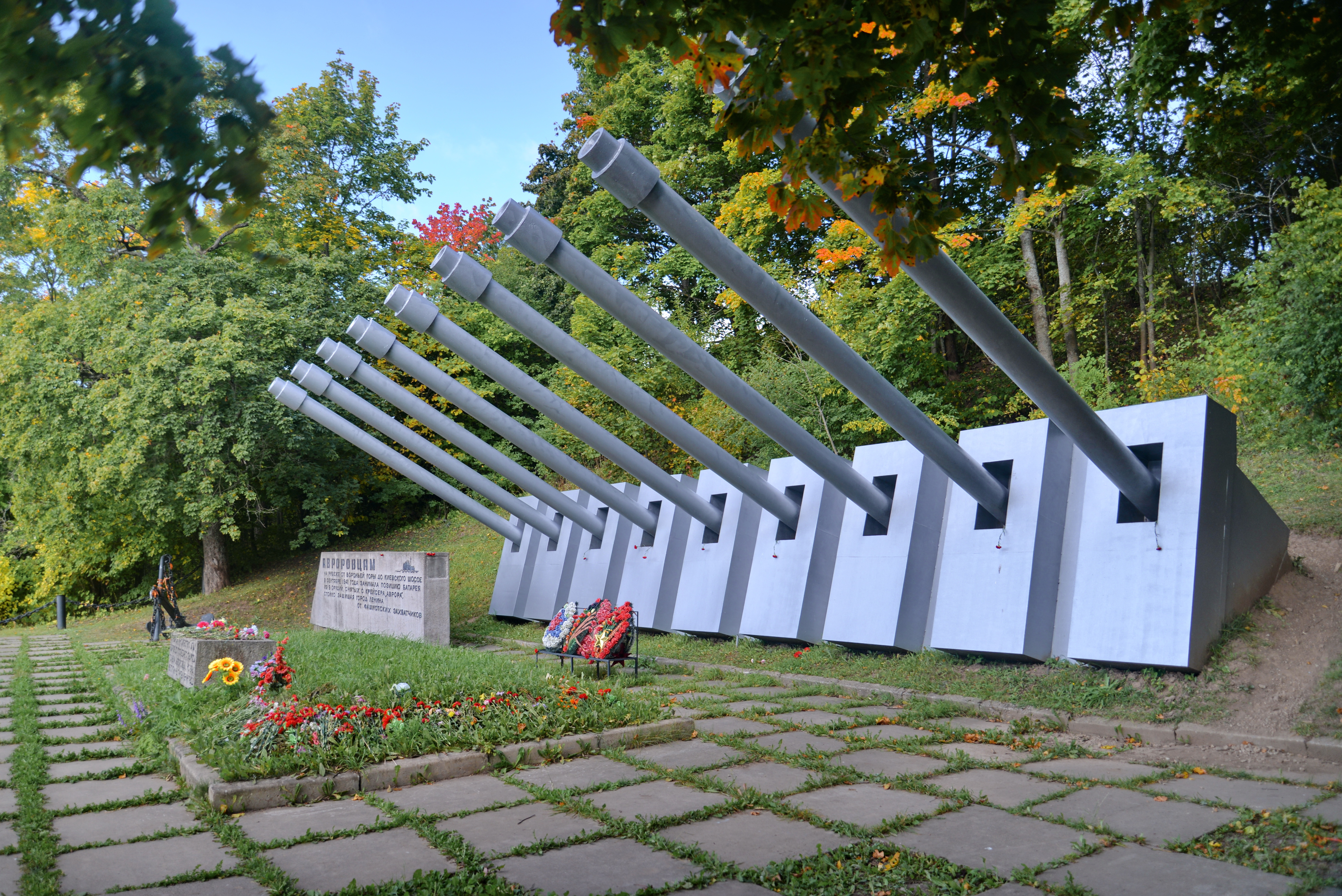
Монумент морякам «Авроры» у Ореховой горы

## Известные уроженцы
- Вальтер Эмильевич Суни (1909—1979) — советский театральный режиссёр, Заслуженный деятель искусств РСФСР (1959), Заслуженный артист Карело-Финской ССР (1951)